# Ljubomir Berberović
Ljubomir Berberović (* 10. Juli 1933 in Sarajevo; † 12. Februar 2019 ebenda) war ein jugoslawischer bzw. bosnischer Genetiker.

## Leben
Er studierte Biologie an den Universitäten Ljubljana und Sarajevo, 1964 promovierte er in Sarajevo mit einer Arbeit über Die Mikroevolution der Divertikelschnecke an der mittleren Adriaküste. An der Universität Sarajevo lehrte er zunächst als Dozent, ab 1970 als außerordentlicher und ab 1975 als ordentlicher Professor; von 1985 bis 1988 war er Rektor der Universität.
Er wurde 1978 korrespondierendes Mitglied und 1984 Vollmitglied der Akademie der Wissenschaften und Künste Bosnien-Herzegowinas. Ab 2006 war er korrespondierendes Mitglied der Montenegrinischen Akademie der Wissenschaften und Künste.
Er war Vizepräsident des Srpsko građansko vijeća (Serbischer Bürger-Rat), der 1995 mit dem Right Livelihood Award ausgezeichnet wurde.

## Forschung
Schwerpunkte der Forschung von Ljubomir Berberović waren
- Populationsgenetik, mit Schwerpunkt menschliche Populationen, sowie Gendrift
- Studien des Zellkerns und Taxonomie aufgrund des Karyotyps (Zytotaxonomie), mit Schwerpunkt Süßwasserfische
- Geschichte und Philosophie der Naturwissenschaften

## Werke (Auswahl)
- mit Rihat Hadžiselimović: Rječnik genetike (Wörterbuch der Genetik), 1976. (2. Auflage. 1986, ISBN 86-01-00723-6).
- mit Rihat Hadžiselimović und Ismet Dizdarević: Medicinska antropologija. Za I razred zdravstvene struke (Medizinische Anthropologie. Für die I. Klasse der Gesundheitsberufe), 1986. (4. Auflage. 1991, ISBN 86-01-02903-5).
- Nauka i svijet (Wissenschaft und Welt), 1997.
- Bioantropologija (Bioanthropologie), 1999, ISBN 9958-9485-7-5.
- mit Bojan Šošić und Amira Redžić: Vrijeme genetike (Zeit der Genetik), 2007, ISBN 978-9958-631-42-9.

für eine ausführliche Liste seiner Werke siehe Bibliografie članova odjeljenja prirodnih i matematičkih nauka Akademije Nauka i Umjetnosti BiH, 2012, S. 11–22.